# Anatomie-Zytobiologie Robert-Koch-Straße 6

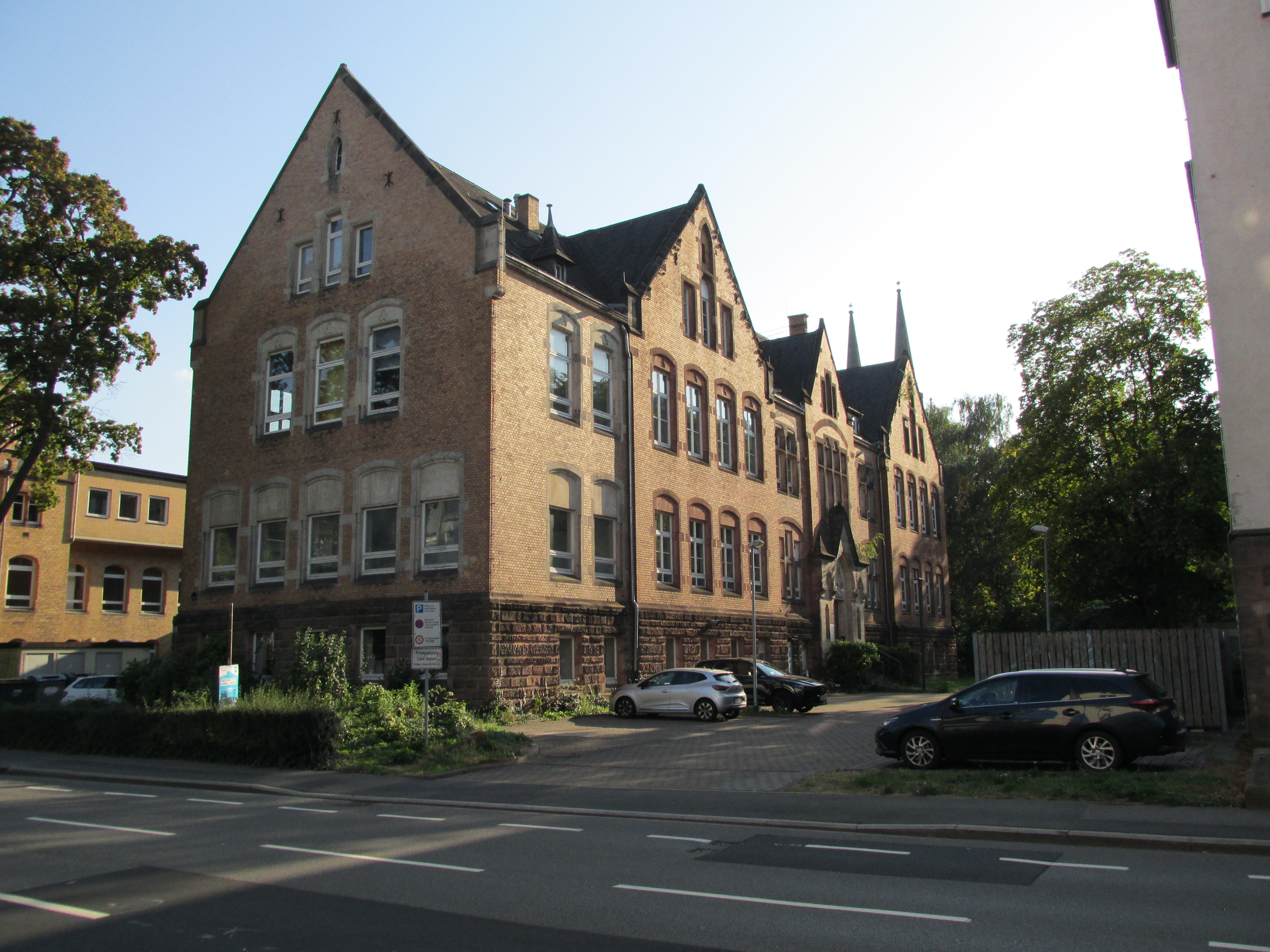
Das Gebäude

Die Anatomie-Zytobiologie Robert-Koch-Straße 6 in Marburg ist ein historisches Universitätsgebäude der Philipps-Universität Marburg. Es wurde ursprünglich als Pathologisches Institut errichtet und wird heute für die Medizinhistorisch-anatomische Sammlung der Universität genutzt.

## Geschichte
Die ersten Entwürfe für das Pathologisch-Anatomische Institut stammen vom 20. Juli 1884 von Universitätsarchitekt Albrecht Meydenbauer und Regierungsbaurat Bernhard Zölffel. Weitere Entwürfe von Universitätsarchitekt Kirchhoff und Regierungsbaurat Carl Heinze entstanden zwischen Oktober 1886 und Februar 1887. Das Gebäude wurde schließlich 1889 seiner Bestimmung übergeben.
Ursprünglich war ein Mitteltrakt mit zwei kurzen Seitentrakten in neugotischer Formensprache geplant, umgesetzt wurde zunächst nur der Mitteltrakt und der Westflügel. 1925–1927 wurden zwei Erweiterungsbauten im gleichen Stil errichtet: der Ostflügel mit einer Kapelle im Untergeschoss, einem Demonstrationssaal im Erdgeschoss und der Anatomischen Sammlung im Ober- und Dachgeschoss. An die Südseite des Mitteltraktes wurde ein separater Sektionssaal angebaut.
Im Zweiten Weltkrieg erlitt das Gebäude bei Luftangriffen 1944 nur geringe äußere Schäden, allerdings wurden Fenster, Einrichtung und ein Drittel der mikroskopischen Sammlung zerstört. Die Wiederherstellung zog sich bis in die Nachkriegsjahre hin. 1957 wurde im Hof eine Interimsbaracke errichtet, die 1983 wieder abgerissen wurde. Zwischen 1964 und 1966 erfolgten grundlegende Instandsetzungen, darunter die Erneuerung der Kühlanlagen für die Leichenaufbewahrung und der Einbau eines Isotopenlabors mit unterirdischer Abklinganlage. 1984 zog die Pathologie in ein neues Gebäude auf den Lahnbergen; danach wurden die Räumlichkeiten von den Instituten für Zytobiologie und Zytopathologie genutzt.

## Architektur
Das Gebäude ist ein typischer Vertreter des Historismus und zeigt die im 19. Jahrhundert bei Universitätsbauten beliebte neugotisierende Formensprache. Es steht in West-Ost-Richtung mit der östlichen Schmalseite zur Robert-Koch-Straße. Der Mitteltrakt wird von zwei kurzen Flügeln flankiert; die Erweiterungsbauten aus den 1920er Jahren fügen sich harmonisch in die Gesamtgestaltung ein. Das Gebäude ist ein prägender Bestandteil des Klinikviertels und als Kulturdenkmal ausgewiesen.

## Nutzung
Derzeit ist das Gebäude geschlossen. Es enthält die Medizinhistorisch-anatomische Sammlung der Universität, die momentan nicht für Besucher zugänglich ist.